# Neriglissar
Neriglissar, o Nergal-sharezer (fl. VI secolo a.C.), è stato un re neo-babilonese (559-555).

## Storia
Era il genero di Nabucodonosor II, di cui uccise il figlio Evil-Merodach, salendo  così al trono.
Una cronaca babilonese descrive la sua guerra ad ovest nel 557/556 a.C.
Morì in una battaglia contro Ciro.